# Этиленгликоль
Этиле́нглико́ль (1,2-дигидроксиэтан, 1,2-диоксиэтан, этандиол-1,2), HO—CH2—CH2—OH — кислородсодержащее органическое соединение, двухатомный спирт, один из представителей полиолов (многоатомных спиртов). В очищенном виде представляет собой прозрачную бесцветную жидкость слегка маслянистой консистенции. Не имеет запаха и обладает сладковатым вкусом.
Не проявляет коррозионной активности к алюминию и нержавеющим сталям. Вещество токсично, взрыво- и пожароопасно. Случайный приём внутрь этиленгликоля в больших концентрациях может привести к отравлению.

## История открытий и производства
Этиленгликоль впервые был получен в 1859 году французским химиком Вюрцем из диацетата этиленгликоля омылением гидроксидом калия и в 1860-м гидратацией этиленоксида.
Он не находил широкого применения до Первой мировой войны, когда в Германии его стали получать из дихлорэтана для использования в качестве замены глицерина при производстве взрывчатых веществ.
В США полупромышленное производство начато в 1917 году через этиленхлоргидрин. Первое крупномасштабное производство начато с возведением завода в 1925 году около Саут Чарлстона (Западная Вирджиния, США) компанией «Carbide and Carbon Chemicals Co.». К 1929 году этиленгликоль использовался практически всеми производителями динамита.
В 1937 компания Carbide начала первое крупномасштабное производство, основанное на газофазном окислении этилена до этиленоксида. Монополия компании Carbide на данный процесс продолжалась до 1953 года.

## Получение

Гидратация оксида этилена

В промышленности этиленгликоль получают путём гидратации оксида этилена при 10 атм и 190‒200 °С или при 1 атм и 50‒100 °С в присутствии 0,1‒0,5 % серной или ортофосфорной кислоты, достигая 90 % выхода. Побочными продуктами при этом являются диэтиленгликоль, триэтиленгликоль и незначительное количество высших полимергомологов этиленгликоля.

## Химические свойства
Этиленгликоль обладает типичными для многоатомных спиртов химическими свойствами.
Обладает слабо выраженными кислотными свойствами, в частности, подобно кислотам взаимодействует с щелочными металлами.
Подвергается внутримолекулярной дегидратации до ацетальдегида
Взаимодействует с галогенводородными кислотами. 

## Применение
Благодаря низкой стоимости этиленгликоль нашёл широкое применение в технике.
- Смесь этиленгликоля с водой обладает существенно более низкой температурой замерзания, чем её компоненты (эвтектическая смесь 25% воды и 75% этиленгликоля замерзает при -75°), поэтому 60 % потребления этиленгликоля приходится на автомобильные антифризы и тормозные жидкости
  - сам этиленгликоль коррозионно-пассивен, в смесь с водой для подавления её коррозионной активности добавляются ингибиторы коррозии
  - при доле воды в 25 % смесь достигает наименьшей температуры замерзания в –75°С, при доле 35 % возрастает до −65 °С, при доле 40 % – до −49 °С, при доле 50 % – до −40 °С
  - дополнительным удобством является повышение температуры кипения смеси
- Используется как теплоноситель с содержанием не более 50 % в системах отопления (в основном в частных домах)
- В качестве теплоносителя в виде раствора в автомобилях, в системах жидкостного охлаждения компьютеров;
- В производстве целлофана, полиуретанов и ряда других полимеров. Это второе основное применение;
- Как растворитель красящих веществ;
- В органическом синтезе:

- - в качестве высокотемпературного растворителя.
  - для защиты карбонильной группы путём получения 1,3-диоксолана. Обработкой вещества с карбонильной группой в бензоле или толуоле этиленгликолем в присутствии кислого катализатора (толуолсульфоновой кислоты, BF3•Et2O и др.) и азеотропной отгонкой на насадке Дина-Старка образующейся воды. Например, защита карбонильной группы изофорона

1,3-диоксоланы могут быть получены также при реакции этиленгликоля с карбонильными соединениями в присутствии триметилхлорсилана или комплекса диметилсульфат-ДМФА
1,3-диоксалана устойчивы к действию нуклеофилов и оснований. Легко регенерируют исходное карбонильное соединение в присутствии кислоты и воды.
- Как компонент противоводокристаллизационной жидкости «И».
- Для поглощения воды, для предотвращения образования гидрата метана (ингибитор гидратообразования), который забивает трубопроводы при добыче газа в открытом море. На наземных станциях его регенерируют путём осушения и удаления солей.
- Этиленгликоль является исходным сырьём для производства взрывчатого вещества нитрогликоля.

Этиленгликоль также применяется:
- при производстве конденсаторов
- при производстве 1,4-диоксана
- как теплоноситель в системах чиллер-фанкойл
- в качестве компонента крема для обуви (1‒2 %)
- в составе для мытья стёкол вместе с изопропиловым спиртом
- при криоконсервировании биологических объектов (в крионике) в качестве криопротектора.
- при производстве полиэтилентерефталата, пластика популярных ПЭТ-бутылок.

## Очистка и осушение
Осушается молекулярным ситом 4А, полуводным сульфатом кальция, сульфатом натрия, Mg+I2, фракционной перегонкой под пониженным давлением, азеотропной отгонкой с бензолом.
Чистота полученного продукта легко определяется по плотности.
Таблица плотности водных растворов этиленгликоля, 20°С
| Концентрация %  | 30    | 35    | 40    | 45    | 50    | 55    | 60    |
| --------------- | ----- | ----- | ----- | ----- | ----- | ----- | ----- |
| Плотность, г/мл | 1,050 | 1,058 | 1,067 | 1,074 | 1,082 | 1,090 | 1,098 |

## Меры безопасности
Этиленгликоль — горючее вещество. Температура вспышки паров 120 °C. Температура самовоспламенения 380 °C. Температурные пределы воспламенения паров в воздухе, °С: нижний — 112, верхний — 124. Пределы воспламенения паров в воздухе от нижнего до верхнего, 3,8‒6,4 % (по объёму).
Этиленгликоль умеренно токсичен. По степени воздействия на организм относится к веществам 3-го класса опасности.
Летальная доза при однократном пероральном употреблении составляет 100‒300 мл этиленгликоля (1,5‒5 мл/кг массы тела). Имеет относительно низкую летучесть при нормальной температуре, пары́ обладают не столь высокой токсичностью и представляют опасность лишь при хроническом вдыхании, однако при этом об опасности сигнализируют раздражение и кашель. Противоядием при отравлении этиленгликолем являются этанол и 4-метилпиразол.
В организме метаболизируется путём окисления до альдегида гликолевой кислоты и далее до гликолевой кислоты, которая затем распадается до муравьиной кислоты и диоксида углерода. Также он частично окисляется до щавелевой кислоты, соли которой вызывают повреждения почечной ткани и мочеточников. Этиленгликоль и его метаболиты выводятся из организма с мочой.